# Xuesha
Xuesha (kinesiska: 雪沙, 雪沙乡) är en socken i Kina. Den ligger i den autonoma regionen Tibet, i den sydvästra delen av landet, omkring 180 kilometer sydost om regionhuvudstaden Lhasa.
Genomsnittlig årsnederbörd är 991 millimeter. Den regnigaste månaden är juni, med i genomsnitt 224 mm nederbörd, och den torraste är december, med 5 mm nederbörd.